# Campionato europeo femminile under 17 di calcio 2016
Il Campionato europeo femminile under 17 di calcio 2016 è la 9ª edizione del torneo che, organizzato con cadenza annuale dall'UEFA, è riservato alle rappresentative nazionali di calcio femminile dell'Europa le cui squadre sono formate da atlete al di sotto dei 17 anni d'età, in questo caso nate dopo il 1º gennaio 1999.
La fase finale si è disputata in Bielorussia dal 4 al 16 maggio 2016, riproponendo la formula della precedente edizione che vedeva ammesse otto squadre, con la nazionale del paese organizzatore qualificata direttamente, e partite in due tempi regolamentari di 40 minuti intervallate da una pausa di 15 minuti.
Il torneo è stato vinto dalla Germania, che se lo aggiudica per la quinta volta dopo le edizioni 2008, 2009, 2012 e 2014, battendo la Spagna, detentrice del torneo, ai calci di rigore nella finale del 16 maggio 2016.

## Qualificazioni
La competizione è stata disputata da 47 nazionali affiliate alla UEFA, con la Nazionale bielorussa qualificata automaticamente come paese ospitante e le altre 46 che si sono affrontate nella fase di qualificazione per la conquista dei sette posti rimanenti per la fase finale. Le qualificazioni si sono svolte in due fasi, la fase di qualificazione, nell'autunno 2015, e la successiva fase élite disputata nella primavera 2016.
Il torneo vede il debutto assoluto della Nazionale andorrana.

### Squadre qualificate
La seguente tabella riporta le otto nazionali qualificate per la fase finale del torneo:
| Nazionale   | Metodo di qualificazione         | fasi finali disputate | Ultima qualificazione | Migliore risultato nel torneo     |
| ----------- | -------------------------------- | --------------------- | --------------------- | --------------------------------- |
| Bielorussia | Ospitante                        | 1                     | Esordio               | -                                 |
| Germania    | Vincitrice Fase élite, Gruppo A  | 8                     | 2015                  | Campione (2008, 2009, 2012, 2014) |
| Spagna      | Vincitrice Fase élite, Gruppo B  | 7                     | 2015                  | Campione (2010, 2011 2015)        |
| Rep. Ceca   | Vincitrice Fase élite, Gruppo C  | 1                     | Esordio               | -                                 |
| Italia      | Vincitrice Fase élite, Gruppo D  | 2                     | 2014                  | 3º posto (2014)                   |
| Norvegia    | Vincitrice Fase élite, Gruppo E  | 4                     | 2015                  | 4º posto (2009)                   |
| Inghilterra | Vincitrice Fase élite, Gruppo F  | 4                     | 2015                  | 4º posto (2008, 2014)             |
| Serbia      | Migliore 2ª Fase élite, Gruppo F | 1                     | Esordio               | -                                 |

Note
La migliore tra le nazionali classificatesi seconde nel proprio girone durante la fase élite ha accesso alla fase finale.

## Fase a gironi
Si qualificano alla fase ad eliminazione diretta le prime due classificate di ciascuno dei due gruppi.
In caso di parità di punti tra due o più squadre di uno stesso gruppo, le posizioni in classifica verranno determinate prendendo in considerazione, nell'ordine, i seguenti criteri:
1. maggiore numero di punti negli scontri diretti tra le squadre interessate (classifica avulsa);
2. migliore differenza reti negli scontri diretti tra le squadre interessate (classifica avulsa);
3. maggiore numero di reti segnate negli scontri diretti tra le squadre interessate (classifica avulsa);
4. se, dopo aver applicato i criteri dall'1 al 3, ci sono squadre ancora in parità di punti, i criteri dall'1 al 3 si riapplicano alle sole squadre in questione. Se continua a persistere la parità, si procede con i criteri dal 5 al 9;
5. migliore differenza reti;
6. maggiore numero di reti segnate;
7. calci di rigore se le due squadre sono a parità di punti al termine dell'ultima giornata;
8. classifica del fair play;
9. sorteggio.

### Gruppo A

#### Classifica
| Pos. | Squadra     | Pt | G | V | N | P | GF | GS | DR  |
| ---- | ----------- | -- | - | - | - | - | -- | -- | --- |
| 1.   | Inghilterra | 9  | 3 | 3 | 0 | 0 | 19 | 3  | +16 |
| 2.   | Norvegia    | 6  | 3 | 2 | 0 | 1 | 5  | 3  | +2  |
| 3.   | Serbia      | 3  | 3 | 1 | 0 | 2 | 6  | 6  | 0   |
| 4.   | Bielorussia | 0  | 3 | 0 | 0 | 3 | 1  | 19 | -18 |

#### Risultati
| Arbitro: | Antoniou |

|            |           |                                                             |
| Zhitko 68’ | Marcatori | 7’ Poljak 30’ Agbaba 48’ Ivanović 57’ Filipović 79’ Burkert |

| Arbitro: | Opeykina |

|                                  |           |               |
| Charles 16’ Russo 36’ Filbey 69’ | Marcatori | 59’, 62’ Haug |

| Arbitro: | Aguiar |

|  |           | |
|  | Marcatori | 5’, 38’ Toone 7’, 19’ Filbey 15’, 23’ Russo 29’ Stanway 71’, 75’ Cain 74’, 80+5’ Smith 80+1’ Brazil |

| Arbitro: | Nurmustafina |

|  |           |            |
|  | Marcatori | 54’ Maanum |

| Arbitro: | Milkova |

|                    |           |  |
| Olsen 18’ Ruud 40’ | Marcatori |  |

| Arbitro: | Olofsson |

|              |           |                                                    |
| Ivanović 40’ | Marcatori | 47’ (rig.) Stanway 68’ Brazil 71’ Charles 76’ Cain |

### Gruppo B

#### Classifica
| Pos. | Squadra   | Pt | G | V | N | P | GF | GS | DR |
| ---- | --------- | -- | - | - | - | - | -- | -- | -- |
| 1.   | Spagna    | 7  | 3 | 2 | 1 | 0 | 6  | 3  | +3 |
| 2.   | Germania  | 5  | 3 | 1 | 2 | 0 | 6  | 2  | +4 |
| 3.   | Italia    | 2  | 3 | 0 | 2 | 1 | 1  | 3  | -2 |
| 4.   | Rep. Ceca | 1  | 3 | 0 | 1 | 2 | 0  | 5  | -5 |

#### Risultati
| Barysaŭ 4 maggio 2016, ore 15:30 UTC+3 | Italia | 0 – 0 referto | Rep. Ceca | Stadio Haradzki\| Arbitro: \| Aguiar \| |
| Arbitro:                               | Aguiar |               |           |                                         |

| Arbitro: | Petersson |

|               |           |                                 |
| Bühl 44’, 74’ | Marcatori | 43’ Rubio 45’ (aut.) Kleinherne |

| Žodzina 7 maggio 2016, ore 15:00 UTC+3 | Italia   | 0 – 0 referto | Germania | Stadio Torpedo\| Arbitro: \| Opeykina \| |
| Arbitro:                               | Opeykina |               |          |                                          |

| Arbitro: | Milkova |

|  |           |                |
|  | Marcatori | 54’ L. Navarro |

| Arbitro: | Antoniou |

|                                |           |             |
| Blanco 10’ L. Navarro 29’, 58’ | Marcatori | 62’ Glionna |

| Arbitro: | Nurmustafina |

|  |           |                                 |
|  | Marcatori | 7’, 22’ Ziegler 36’, 51’ Müller |

## Fase a eliminazione diretta

### Tabellone
|  | Semifinali  | Semifinali  | Semifinali |        |          | Finale          | Finale          | Finale          |  |
|  |             |             |            |        |          |                 |                 |                 |  |
|  | Inghilterra | Inghilterra | 3          |        |          |                 |                 |                 |  |
|  | Inghilterra | Inghilterra | 3          |        |          |                 |                 |                 |  |
|  | Germania    | Germania    | 4          |        |          |                 |                 |                 |  |
|  | Germania    | Germania    | 4          |        | Germania | Germania        | 0 (3)           |                 |  |
|  |             |             |            |        | Germania | Germania        | 0 (3)           |                 |  |
|  |             |             | Spagna     | Spagna | 0 (2)    |                 |                 |                 |  |
|  | Spagna      | Spagna      | Spagna     | Spagna | 0 (2)    | 4               |                 |                 |  |
|  | Spagna      | Spagna      |            |        |          | 4               |                 |                 |  |
|  | Norvegia    | Norvegia    | 0          |        |          | Finale 3º posto | Finale 3º posto | Finale 3º posto |  |
|  | Norvegia    | Norvegia    | 0          |        |          |                 |                 |                 |  |
|  |             |             |            |        |          |                 |                 |                 |  |
|  |             |             |            |        |          | Inghilterra     | Inghilterra     | 2               |  |
|  |             |             |            |        |          | Inghilterra     | Inghilterra     | 2               |  |
|  |             |             |            |        |          | Norvegia        | Norvegia        | 1               |  |

### Semifinali
| Arbitro: | Opeykina |

|                                             |           |  |
| Rubio 48’ Na. Ramos 71’ L. Navarro 73’, 76’ | Marcatori |  |

| Arbitro: | Olofsson |

|                           |           |                                        |
| Brazil 31’ Russo 42’, 77’ | Marcatori | 29’, 70’ Ziegler 41’ Bühl 57’ Pawollek |

### Finale terzo posto
| Arbitro: | Aguiar |

|                 |           |          |
| Charles 8’, 57’ | Marcatori | 52’ Haug |

### Finale
| Arbitro: | Antoniou |

|                                   |                      |                                             |
| Gwinn Minge Pawollek Müller Siems | Tiri di rigore 3 – 2 | Rodríguez Monente Andújar Navarro Na. Ramos |
| Anouschka Bernhard                | Allenatori           | María Antonia Is                            |

## Statistiche

### Classifica marcatrici
5 reti
- Alessia Russo
- Lorena Navarro

4 reti
- Vanessa Ziegler
- Niamh Charles

3 reti
- Klara Bühl
- Ellie Brazil
- Hannah Cain
- Anna Filbey
- Sophie Roman Haug

2 reti
- Grace Smith
- Georgia Stanway (1 rigore)
- Ella Toone
- Marie Müller
- Miljana Ivanović
- Silvia Rubio

1 rete
- Karolina Zhitko
- Tanja Pawollek
- Benedetta Glionna
- Frida Maanum
- Ingrid Olsen
- Emilia Ruud
- Jovana Agbaba
- Teodora Burkert
- Tijana Filipović
- Allegra Poljak
- María Blanco
- Natalia Ramos

Autoreti
- Sophia Kleinherne (in favore della Spagna)